# André Venter
André Gerhardus Venter (Vereeniging, 14 novembre 1970) è un ex rugbista a 15 sudafricano, terza linea; vanta 66 presenze internazionali per gli Springbok e un terzo posto alla Coppa del Mondo di rugby 1999; dopo il ritiro è stato colpito da mielite trasversa, malattia degenerativa del sistema nervoso centrale.

## Biografia
Dai primi anni novanta nella selezione del Free State, esordì negli Springbok in occasione del Tri Nations 1996 contro la Nuova Zelanda; fu professionista dapprima negli Stormers in Super 12, e a seguire nei Cats (oggi Lions), anche se continuò, durante la sua carriera, a portare avanti sia l'attività di agricoltore che di rappresentante di telefax e fotocopiatrici Konica.
Convocato alla Coppa del Mondo di rugby 1999 nel Regno Unito, giunse terzo con la sua Nazionale; a 31 anni, nell'ottobre 2002, si ritirò dall'attività agonistica.
Pochi anni dopo il suo ritiro gli fu diagnosticata una sindrome degenerativa del sistema nervoso centrale, poi rivelatasi essere una mielite trasversa, sindrome che provoca danni alla spina dorsale, e che lo ha costretto su una sedia a rotelle; in seguito anche un suo ex compagno di Nazionale, il coetaneo Joost van der Westhuizen, ha sviluppato una sindrome neorodegenerativa, la sclerosi laterale amiotrofica.